# Apolysis druias
Apolysis druias är en tvåvingeart som beskrevs av Axel Leonard Melander 1946. Apolysis druias ingår i släktet Apolysis och familjen svävflugor. Inga underarter finns listade i Catalogue of Life.